# 福岡市立千早小学校
福岡市立千早小学校（ふくおかしりつ ちはやししょうがっこう）は、福岡県福岡市東区千早3丁目にある公立小学校。

## 歴史
- 1964年（昭和39年） - 福岡市立名島小学校から分離し開校
- 1971年（昭和46年） - 福岡市立城浜小学校を分離
- 1987年（昭和62年） - 福岡市立千早西小学校を分離

## 通学区域
- 千早3丁目の一部、千早4丁目 - 6丁目、香椎団地[1]

## 進学先中学校
- 福岡市立香椎第１中学校

## アクセス
- 福岡インターチェンジより車で15分。

最寄駅
- 九州旅客鉄道（JR九州）鹿児島本線、西日本鉄道（西鉄） 貝塚線 千早駅より徒歩8分。

## 学校周辺
- 福岡東郵便局
- 福岡市立香陵小学校
- ガーデンズ千早